# Klix.ba
Klix.ba (Kliks) drugi je najposjećeniji (poslije ) bosanskohercegovački internet portal. Nastao je 2000. godine kao forum Sarajevo-x.com (Sarajevo-iks), a promijenio je naziv 2012. godine. Svakodnevno donosi informacije i vijesti iz Bosne i Hercegovine i svijeta. Osnivač i vlasnik internet portala Klix.ba je veb-development firma iz Sarajeva InterSoft d.o.o. Sarajevo, čiji su vlasnici braća Dario Šimić i Mario Šimić.

## Istorija
Portal je nastao u oktobru 2000. kao Sarajevo-x.com, a u aprilu 2012. godine promijenio je naziv u Klix.ba. Od početka nije zamišljen kao sarajevski portal (kako ga je prvo ime definisalo), nego kao bosanskohercegovački portal. Prvobitno su primarno objavljivane zabavne vijesti iz svijeta, bez politike i crne hronike. Ubrzo je uveden i forum, koji je do danas ostao najposjećeniji bh. internet forum. Tokom 12 godina, Klix.ba je od osnivanja redovno rastao kako se povećavao i broj korisnika interneta u BiH.
Dana 10. marta 2015. godine, Kliks je postao prvi medij u Bosni i Hercegovini čija je Fejsbuk stranica verifikovana. Bila je verifikovana i juna 2022. godine.

### Racija
Iznenadne finansijske i administrativne inspekcije koriste se kao metod supresije medija nakon kritičkog izvještavanja u Bosni i Hercegovini. Ovo je bio i slučaj sa zajedničkom racijom koju su 29. decembra 2014. godine izvršile policijske snage iz Republike Srpske i Federacije BiH u prostorijama redakcije veb-sajta Klix.ba, zato što je na njegovom portalu objavljena priča o navodnoj korupciji u Narodnoj skupštini RS. Policije je zaplijenila opremu Kliksa i na ispitivanju zadržala četvoro novinara, koji su pušteni nakon osam sati. Zahtijevali su od njih da predaju izvor prisluškivanja u kojem je premijerka RS Željka Cvijanović uhvaćena kako kaže da je potkupila dvojicu ministara kako bi osigurala većinu za svoju partiju u Skupštini.‍:36 Raciji je prethodilo policijsko saslušanje u Banjoj Luci, u kojoj se od novinara Kliksa već zahtijevalo da predaju svoje izvore. Prema novinarima, racija je bila poruka zastrašivanja medija i novinara u cijeloj državi. Relevantni političari, organizacije i udruženja i iz RS i iz FBiH i šire osudili su ovakvu akciju policije.

## Sadržaj
informiše čitaoce o dešavanjima iz svih aspekata života, pri tom poštujući pravila. Portal tekstovima ukazuje na aktuelne probleme u različitim oblastima, s ciljem pozitivnih društvenih promjena. Sadržaj portala je od nastanka do danas kontinuirano unapređivan. Objavi se oko 150 vijesti dnevno na ovom portalu. Predstavlja nezavisni internet medij.
Poznati su masovni brojčano nerealni botovski nasilni i trol komentari na člancima od nestvarno brojnih naloga često uvredljivih korisničkih imena za koje nije poznato ko ih je stvorio i ko ih kontroliše. Do sada je samo jedna osoba sankcionisana imenom i prezimenom (2019). Za komentare pomenutog karaktera takvih spam naloga omogućeno je svakom sa pristupom sekciji s komentarima odnosno sa internet konekcijom da glasa za i protiv (strelica gore i dolje), ali moguće je i prijaviti komentar i odabrati razlog za to (ponuđeno ih je šest: Govor mržnje, Neprikladan rječnik, Off topic, Vrijeđanje, Spam, Reklama) — s tim da ovaj sistem kontrole ne funkcioniše jer su nasilni i trol komentari svejedno prikazani i na starim tekstovima.

### Diskutabilnost Vikipedije
U redakcijskom (nepotpisanom imenom i prezimenom) članku portala klix.ba, ’Kome smeta bosanska historija na Wikipediji?’ (tekst od 7. juna 2021. godine); kao i u članku ’Brisanje sadržaja na bosanskom jeziku: Kako nacionalisti vrše reviziju historije na Wikipediji’, autora V. K. (tekst od 5. 8. 2021. godine); — neargumentovano se napada projekat na bošnjačkom jeziku, te se citira Jahja Muhasilović, koji se iznošenjem vlastitih teza, protivi konceptu Vikipedije težeći zabrani iznošenja vlastititih teorija. Oba članka su napisana bez intervjua sa predstavnicima ili urednicima Vikipedije na bošnjačkom jeziku (bošnj. Vikipedija na bosanskom jeziku), čime se krši novinarski kodeks. U oba slučaja redakcija je dozvolila neprimjerne i vulgarne šovinističke komentare, ali i osobne napade na administratore Vikipedije.

## Statistika
Prema podacima Gugl Analitiksa za oktobar 2018, samo desktop i mobilnu verziju portala Klix.ba posjetilo je 3,3 miliona korisnika koji su ostvarili 85 miliona učitavanja stranica; prema podacima Dot-metriksa ima 15 miliona posjeta i 68 miliona pregledavanja stranica (u BiH, na internetu izuzevši aplikacije). Osim toga, Klix.ba aplikaciju za Android i iOS koristi više od 120.000 korisnika. 
Klix.ba na Fejsbuku ima preko 400.000 pratilaca i jedna je od najaktivnijih Fejsbuk stranica u BiH. Čitalaca ima više od pola miliona.

## Napomene
1. ↑  Na redakcijskom impresumu pod inicijalima u grupi novinara nalazi se Vedad Karić.[18]

## Spoljašnje veze
- d.o.o. Sarajevo[мртва веза]
- Statistika[мртва веза] na sajtu